# Becirongengor
Becirongengor is een bestuurslaag in het regentschap Sidoarjo van de provincie Oost-Java, Indonesië. Becirongengor telt 3942 inwoners (volkstelling 2010).